# Hutton Castle

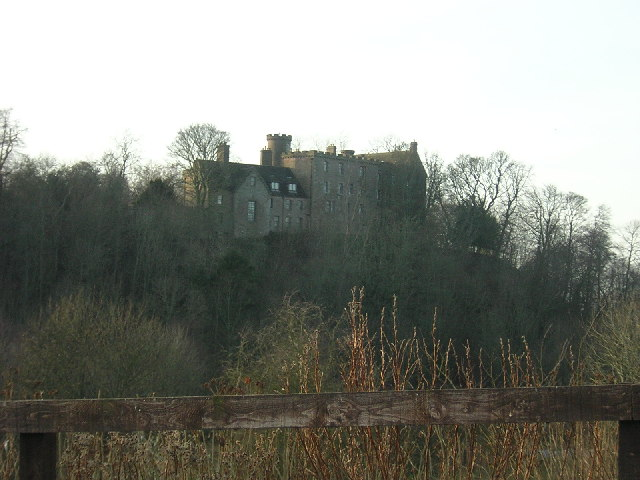
Hutton Castle von Osten über das Whiteadder Water

Hutton Castle ist ein zinnenbewehrtes Landhaus über dem Whiteadder Water, etwa 2,5 km südöstlich von Chirnside und 11 km westlich von Berwick-upon-Tweed in der ehemaligen schottischen Grafschaft Berwickshire, die heute Teil der Council Area Scottish Borders ist. Es wird auch Hatton Hall oder Hutton Hall genannt.

## Geschichte
Das Land gehörte ursprünglich dem Clan Home aus Wedderburn Castle. Das Landhaus wurde vermutlich im 16. Jahrhundert errichtet, könnte aber viel ältere Gebäudeteile enthalten. Ab 1876 gehörte das Landhaus Dudley Marjoribanks, 1. Baron Tweedmouth. Ende des 19. Jahrhunderts war es teilweise verfallen.

### Sir William Burrell
1916 kaufte Sir William Burrell, ein reicher Reeder und Kunstsammler aus Glasgow, Hutton Castle. Burrell beauftragte Robert Lorimer mit der Anfertigung von Plänen zur Restaurierung und Erweiterung des Hauses, aber die beiden Männer konnten sich nicht auf einen Vorschlag einigen. 1926 wurde ein Nordflügel nach Plänen des Architekten Reginald Fairlie angebaut. Im Folgejahr konnte Burrell einziehen und lebte auf Hutton Castle mit seiner Kunstsammlung bis zu seinem Tode 1958.
Burrell vermachte seine Sammlung 1944 an die Glasgow Corporation und legte fest, dass unter anderem einige Räume von Hutton Castle für die Ausstellung der Kunstwerke umgestaltet werden sollten. 1983, als das heutige Gebäude der Burrell Collection im Pollok Park in Glasgow fertiggestellt wurde, wurden dort Kopien des Speisezimmers, des Salons und der Eingangshalle von Hutton Castle eingebaut.

### Spätere Geschichte
Zwischenzeitlich blieb Hutton Castle unbewohnt. Ende der 1990er-Jahre wurde das Landhaus erneut als Wohnhaus hergerichtet. Historic Scotland hat Hutton Castle als historisches Bauwerk der Kategorie B gelistet.